# M134 Minigun
A M134 Minigun é uma metralhadora 7,62mm de seis canos com uma elevada cadência de tiro (2.000 a 6.000 disparos por minuto), empregando tambores rotativos estilo Gatling, com uma fonte de alimentação externa. Na cultura popular, o termo "Minigun" tem sido aplicado a qualquer arma Gatling usando calibre de rifle e que receba energia externamente, ainda que o termo, por vezes, seja usado para se referir a armas de cadência de fogo e configurações similares, desconsiderando a fonte de energia e calibre. Especificamente, minigun refere-se a um modelo específico de arma, originalmente produzida pela General Electric.
O "mini" do nome é em comparação com desenhos que usam mecanismos de tiro similares, mas projéteis de calibres maiores, como a metralhadora feita anteriormente  pela General Electric de 20 mm, M61 Vulcan.

## História

### 1960-presente
Na década de 1960, as Forças Armadas dos Estados Unidos começaram a explorar as variantes modernas das armas do tipo Gatling, para uso na Guerra do Vietnã. Os militares norte-americanos no Vietnã, que utilizaram helicópteros como um dos principais meios de transporte de soldados e equipamentos pela densa selva, descobriram que estes meios eram muito vulneráveis ao ataque de armas leves e lança-granadas (RPG) quando diminuíam para pousar. Embora os helicópteros tivessem metralhadoras simples, usando-as para repelir os agressores ocultos na selva, muitas vezes ocorria o superaquecimento dos tambores ou atolamento de cartuchos.

## Operadores
- Alemanha
- Austrália

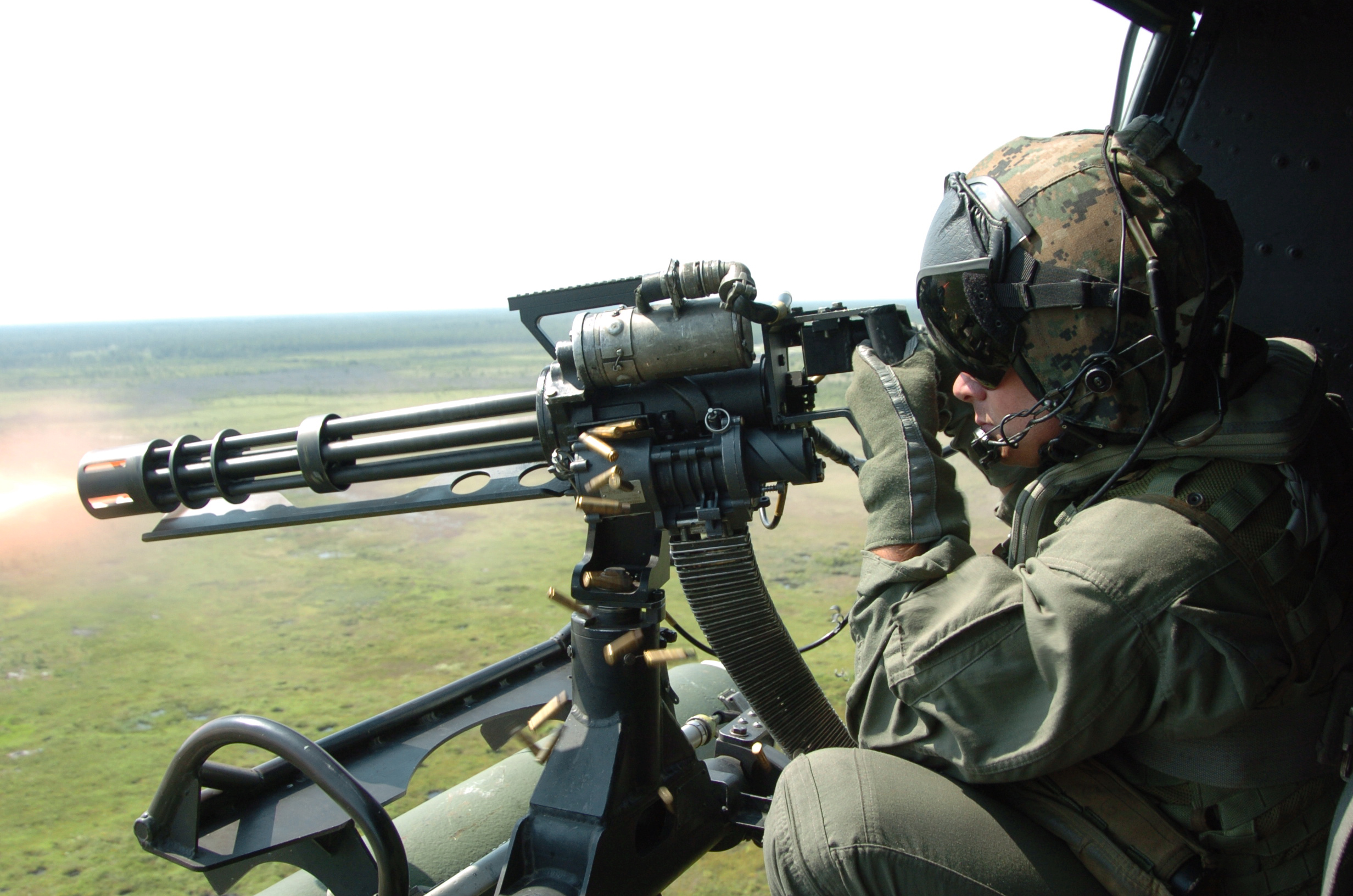
Uma minigun montada em um helicóptero Huey.

- Brasil: Usado no helicóptero UH-60 Black Hawk.
- Canadá
- China
- Chile
- Colômbia
- Croácia
- Estados Unidos
- Filipinas
- França
- Israel
- Itália
- Japão
- México
- Noruega
- Países Baixos
- Polónia
- Reino Unido
- Suécia
- Serra Leoa
- Tailândia[1]